# Siskiyou County
Das Siskiyou County ist ein County im Norden des US-Bundesstaates Kalifornien. Der Verwaltungssitz (County Seat) ist Yreka.

## Geographie
Das County hat eine Gesamtfläche von 16.440 Quadratkilometern. Davon sind 157 Quadratkilometer (0,96 Prozent) Wasserfläche. Es liegt in den Kaskaden und an der Grenze zu Oregon, grenzt im Uhrzeigersinn an die Countys: Klamath County, Jackson County, Modoc County, Shasta County, Trinity County, Humboldt County, Del Norte County und Josephine County.

## Geschichte
Das Siskiyou County wurde im März 1852 aus Teilen der Shasta und Klamath Countys gegründet. 1855 wurden Teile an das Modoc County ausgegliedert. Benannt wurde es nach den Siskiyou Mountains.
Im Siskiyou County liegt eine National Historic Landmark, das Lower Klamath National Wildlife Refuge. Insgesamt sind 17 Bauwerke und Stätten des Countys im National Register of Historic Places eingetragen.

## Demografische Daten

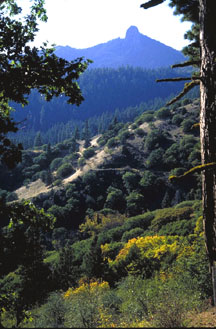
Das Siskiyou Gebirge

Nach der Volkszählung im Jahr 2000 lebten im Siskiyou County 44.301 Menschen. Es gab 18.556 Haushalte und 12.228 Familien. Die Bevölkerungsdichte betrug 3 Einwohner pro Quadratkilometer. Ethnisch betrachtet setzte sich die Bevölkerung zusammen aus 87,07 % Weißen, 1,31 % Afroamerikanern, 3,90 % amerikanischen Ureinwohnern, 1,19 % Asiaten, 0,13 % Bewohnern aus dem pazifischen Inselraum und 2,76 % aus anderen ethnischen Gruppen; 3,65 % stammten von zwei oder mehr ethnischen Gruppen ab. 7,57 % der Bevölkerung waren spanischer oder lateinamerikanischer Abstammung.
Von den 18.556 Haushalten hatten 27,60 % Kinder und Jugendliche unter 18 Jahre, die bei ihnen lebten. 51,70 % waren verheiratete, zusammenlebende Paare, 10,10 % waren allein erziehende Mütter. 34,10 % waren keine Familien. 28,60 % waren Singlehaushalte und in 12,80 % lebten Menschen im Alter von 65 Jahren oder darüber. Die Durchschnittshaushaltsgröße betrug 2,35 und die durchschnittliche Familiengröße lag bei 2,87 Personen.
Auf das gesamte County bezogen setzte sich die Bevölkerung zusammen aus 24,00 % Einwohnern unter 18 Jahren, 6,70 % zwischen 18 und 24 Jahren, 22,70 % zwischen 25 und 44 Jahren, 28,40 % zwischen 45 und 64 Jahren und 18,10 % waren 65 Jahre alt oder darüber. Das Durchschnittsalter betrug 43 Jahre. Auf 100 weibliche Personen kamen 96,50 männliche Personen, auf 100 Frauen im Alter ab 18 Jahren kamen statistisch 94,10 Männer.
Das jährliche Durchschnittseinkommen eines Haushalts betrug 29.530 USD, das Durchschnittseinkommen der Familien betrug 36.890 USD. Männer hatten ein Durchschnittseinkommen von 31.936 USD, Frauen 22.650 USD. Das Prokopfeinkommen betrug 17.570 USD. 18,60 % Prozent der Bevölkerung und 14,00 % der Familien lebten unterhalb der Armutsgrenze. 26,60 % davon waren unter 18 Jahre und 7,30 % waren 65 Jahre oder älter.

## Orte im County

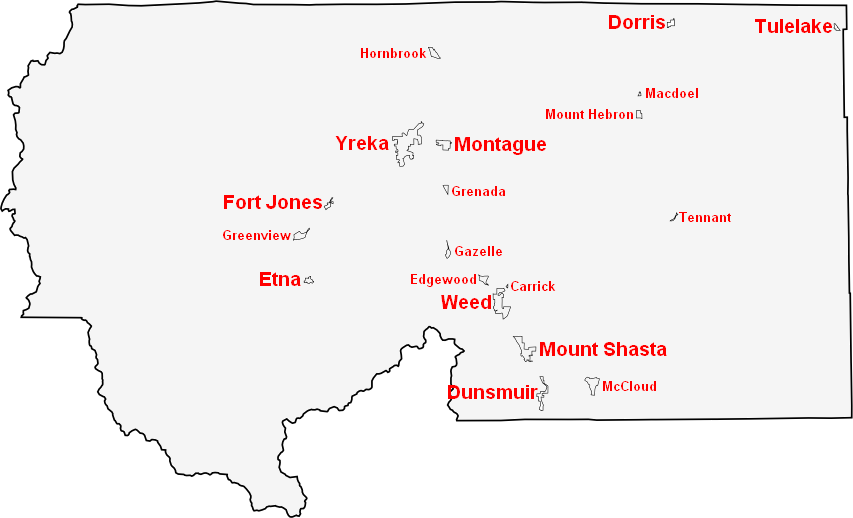
Lage der Städte und Orte in Siskiyou County

### Citys
- Dorris
- Dunsmuir
- Etna
- Fort Jones
- Montague
- Mount Shasta
- Tulelake
- Weed
- Yreka (County Seat)

### CDPs
- Carrick
- Edgewood
- Gazelle
- Greenview
- Grenada
- Happy Camp
- Hornbrook
- Lake Shastina
- Macdoel
- McCloud
- Mount Hebron
- Tennant